# Dragoje Leković
Dragoje Leković (en monténégrin : Драгоје Лековић) est un footballeur monténégrin, international yougoslave évoluant au poste de gardien de but, né le 21 novembre 1967, à Sivac, en Yougoslavie (auj. en Serbie).
Il a notamment été sélectionné pour la coupe du monde 1990 et pour celle de 1998 avec l'équipe de Yougoslavie. Il a joué pour le Real Sporting de Gijón (Espagne). Il est aujourd'hui l'entraîneur des gardiens de FK Budućnost Podgorica et du Monténégro.

## Palmarès
Étoile rouge de Belgrade
- Champion de Yougoslavie en 1992.

 Kilmarnock FC
- Vainqueur de la Coupe d'Écosse en 1997.